# Erecanana dentipes
Erecanana dentipes is een hooiwagen uit de familie Podoctidae.